# Alo (Wallis e Futuna)
Alo, anche detta, non ufficialmente, Tu`a o Regno di Futuna, è uno dei tre domini del territorio francese di Wallis e Futuna, che comprende i due terzi orientali di Futuna, e la praticamente inabitata Alofi. La superficie totale del regno è di 85 km², con una popolazione di 2.993 abitanti, divisi in nove villaggi, secondo il censimento del 22 luglio 2003. La capitale è il villaggio di Mala'e.
L'attuale Tuigaifo, o Re, del Regno di Alo è Petelo Sea, incoronato il 17 gennaio 2014 nel piccolo villaggio di Alo.

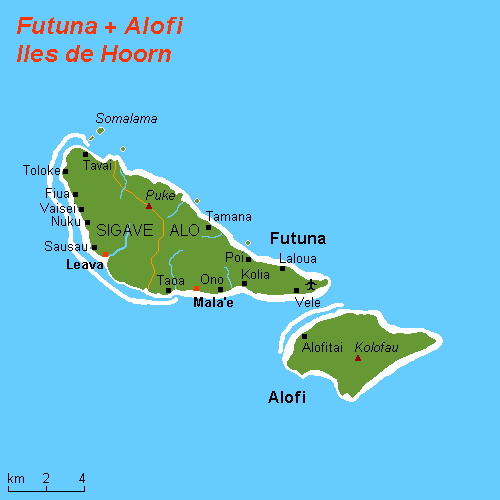
Hoorn Islands, anche dette Futuna Islands

## Villaggi
| Villaggio                    | Popolazione (Censimento 22/07/2003) |
| ---------------------------- | ----------------------------------- |
| Alofi                        |                                     |
| Alofitai                     | 2                                   |
| Futuna, costa settentrionale |                                     |
| Poi                          | 294                                 |
| Tamana                       | 226                                 |
| Tuatafa                      | 43                                  |
| Futuna, costa meridionale    |                                     |
| Kolia                        | 432                                 |
| Mala'e                       | 238                                 |
| Ono                          | 738                                 |
| Taoa                         | 717                                 |
| Vele                         | 303                                 |
| Alo (Tu`a)                   | 2.993                               |